# 拉马什
拉马什（法語：Lamarche，法語發音：[lamaʁʃ] ⓘ）是法国大东部大区孚日省的一个市镇，属于讷沙托区。

## 地理
拉马什（48°4'7"N, 5°46'54"E）面积33.69 平方千米，位于法国大東部大區孚日省，该省份为法国东北部内陆省份，北起默兹省和默尔特-摩泽尔省，西接上马恩省，南至上索恩省和贝尔福地区省，东临上莱茵省和下莱茵省。
与拉马什接壤的市镇（或旧市镇、城区）包括：巴西尼地区布勒瓦讷、拉里维耶尔-阿尔农库尔、伊什、马蒂尼莱班、蒙莱拉马什、莫里泽库尔、罗曼欧布瓦、瑟雷库尔、托兰库尔、维洛特。

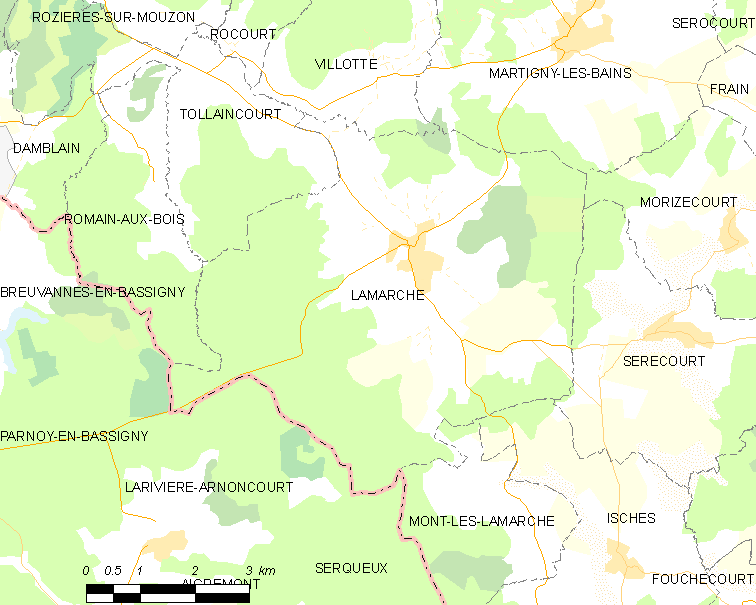
拉马什的OSM定位图

拉马什的时区为UTC+01:00、UTC+02:00（夏令时）。

## 行政
拉马什的邮政编码为88320，INSEE市镇编码为88258。

## 政治
拉马什所属的省级选区为达尔内县。

## 人口

1962-2008年间拉马什人口变化图示

拉马什于2022年1月1日时的人口数量为814人。